# Tommy Sloan
Thomas ("Tommy") Sloan (Barrhead, 13 oktober 1925 - 13 januari 2010) was een Schots voetballer.
De rechtsvoor maakte deel uit van het eerste Motherwell-ploeg die de Scottish Cup won in 1951-1952. Sloan speelde achtereenvolgens bij Hearts (1946-1951), Motherwell (1951-1957) en Gloucester City (1957-1960).